# Леймосфера
Леймосфера — мікробіологічно збагачена зона ґрунту, яка оточує підземні частини стебел рослин; леймосфера є аналогом ризосфери й спермосфери. Назва терміна поєднує у собі слова грец. λαιμός, що позначає сполучний орган (шийку) та грец. σφαῖρα, що вказує на зону впливу. Топографічно, леймосфера охоплює ґрунт навколо будь-якої частини підземних органів рослин, за винятком коренів, де виділені поживні речовини (особливо цукри та амінокислоти) стимулюють мікробну активність. До підземних органів рослин, що оточуються леймосферою, належать гіпокотиль, епікотиль, стебло, столон, бульбоцибулина, цибулина та листок. Пропагули ґрунтових патогенів рослин, проростання яких стимулюють ексудати рослини в леймосфері, можуть ініціювати гіпокотильну та стеблову гнилі, що призводить до в'янення. Збудниками, які зазвичай спричиняють такі захворювання, є види родів Fusarium, Phoma, Phytophthora, Pythium, Rhizoctonia та Sclerotinia.